# Estação Ferroviária de Leiria
A Estação Ferroviária de Leiria é uma interface da Linha do Oeste, que serve a localidade de Leiria, em Portugal. Embora a construção de uma estação ferroviária em Leiria tenha sido planeada desde os primórdios dos caminhos de ferro em Portugal, na Década de 1840, só foi inaugurada em 1 de Agosto de 1887.

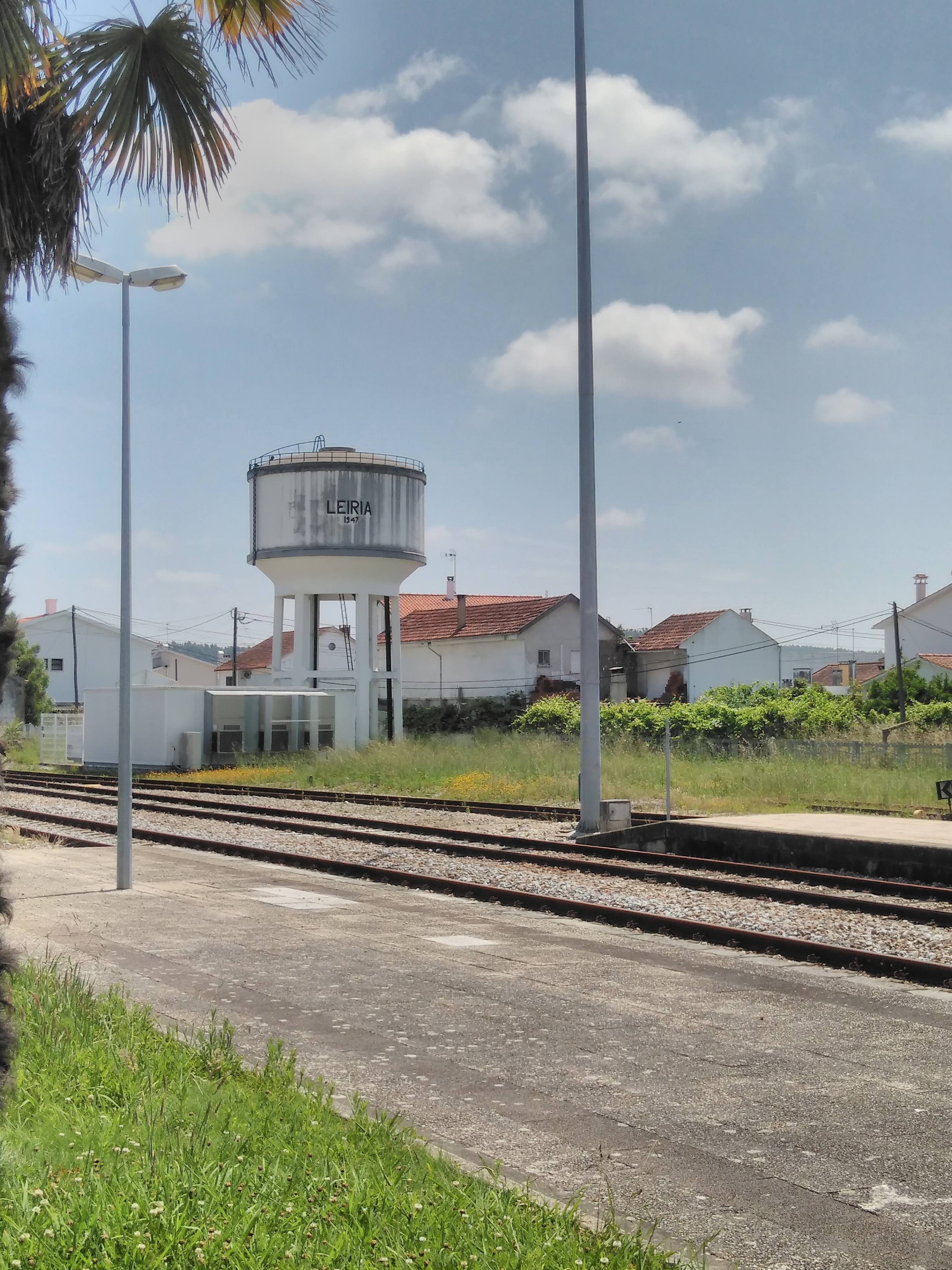
Torre d’água da estação, com a inscrição «Leiria 1947»

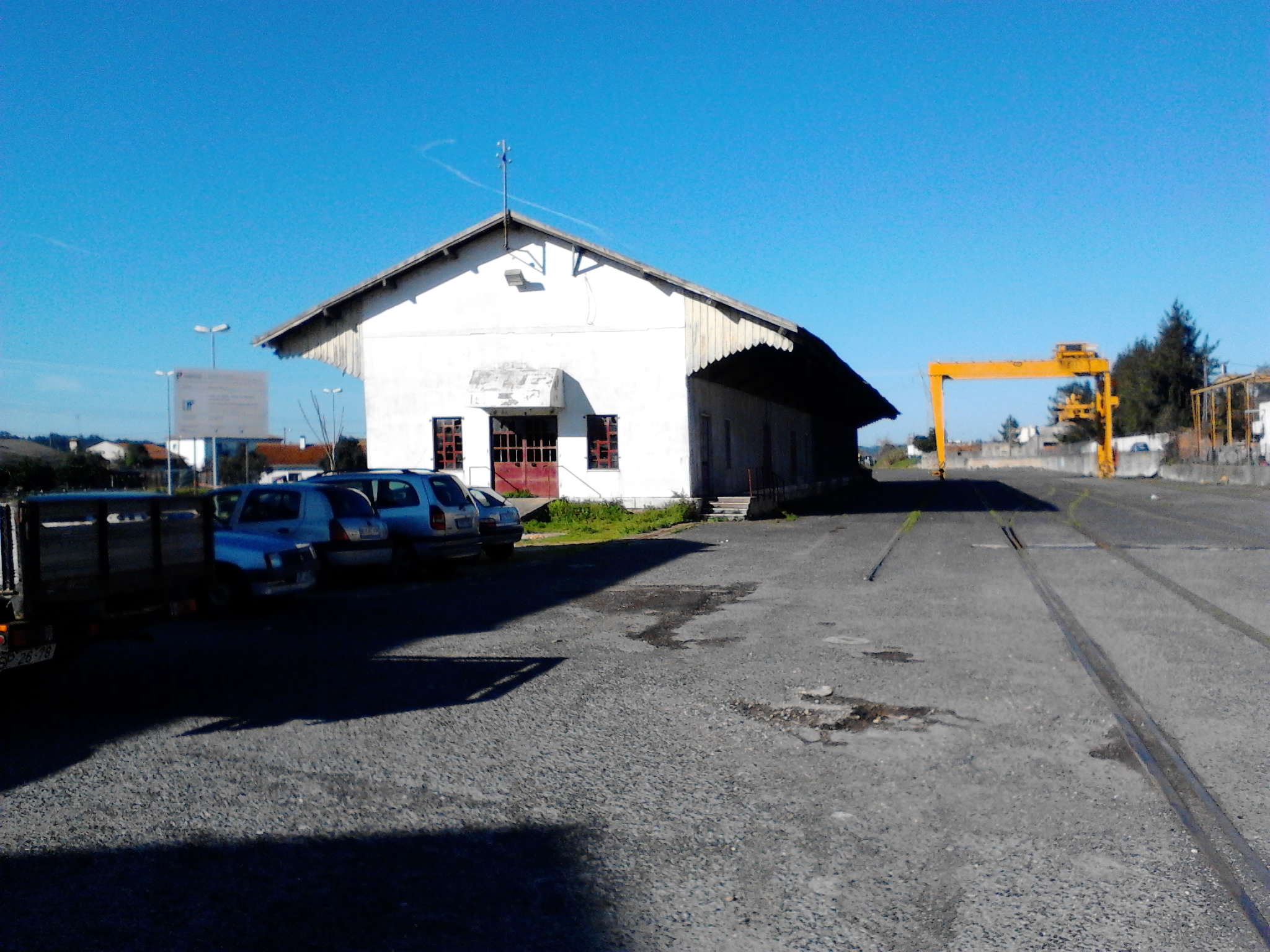
Terminal de mercadorias na estação de Leiria, em 2016

## Caracterização

### Localização e acessos
Esta gare ferroviária possui acesso pelo Largo da Estação, nas proximidades da cidade de Leiria.

### Infraestrutura
No Directório da Rede 2012, publicado pela Rede Ferroviária Nacional em Janeiro de 2011, a estação de Leiria surge com três vias de circulação, duas com 534 m de comprimento e a terceira com 427 m; as plataformas tinham ambas cerca de 206 m de extensão, apresentando a primeira 40 cm de altura e a segunda 45 cm.

### Serviço
Esta estação é servida por comboios de passageiros regionais e inter-regionais (Linha do Oeste) da CP com destino às estações das Caldas da Rainha, Coimbra-B, Figueira da Foz e Santa Apolónia.

## História

### Século XIX

#### Antecedentes
Em meados do século XIX, a província da Estremadura litoral tinha grandes problemas de acessibilidades, que só começaram a ser resolvidos com o advento da política de melhoramentos materiais de Fontes Pereira de Melo, que tinha como um dos seus principais objectivos o desenvolvimento dos meios de comunicação. Em 1854, o governo iniciou a reconstrução da estrada entre Lisboa e Coimbra, com um novo traçado, passando por Leiria, e no ano seguinte entrou ao serviço a Mala-posta do Carregado a Coimbra, que tinha um posto de muda em Leiria. Em Fevereiro de 1858, foi feita uma proposta no Parlamento para a construção de uma estrada de Azambuja ao Cadaval, que ligaria a Linha do Norte à estrada para Coimbra. A estrada foi depois prolongada até Peniche, unindo o Alentejo às povoações da Estremadura litoral, como Leiria.

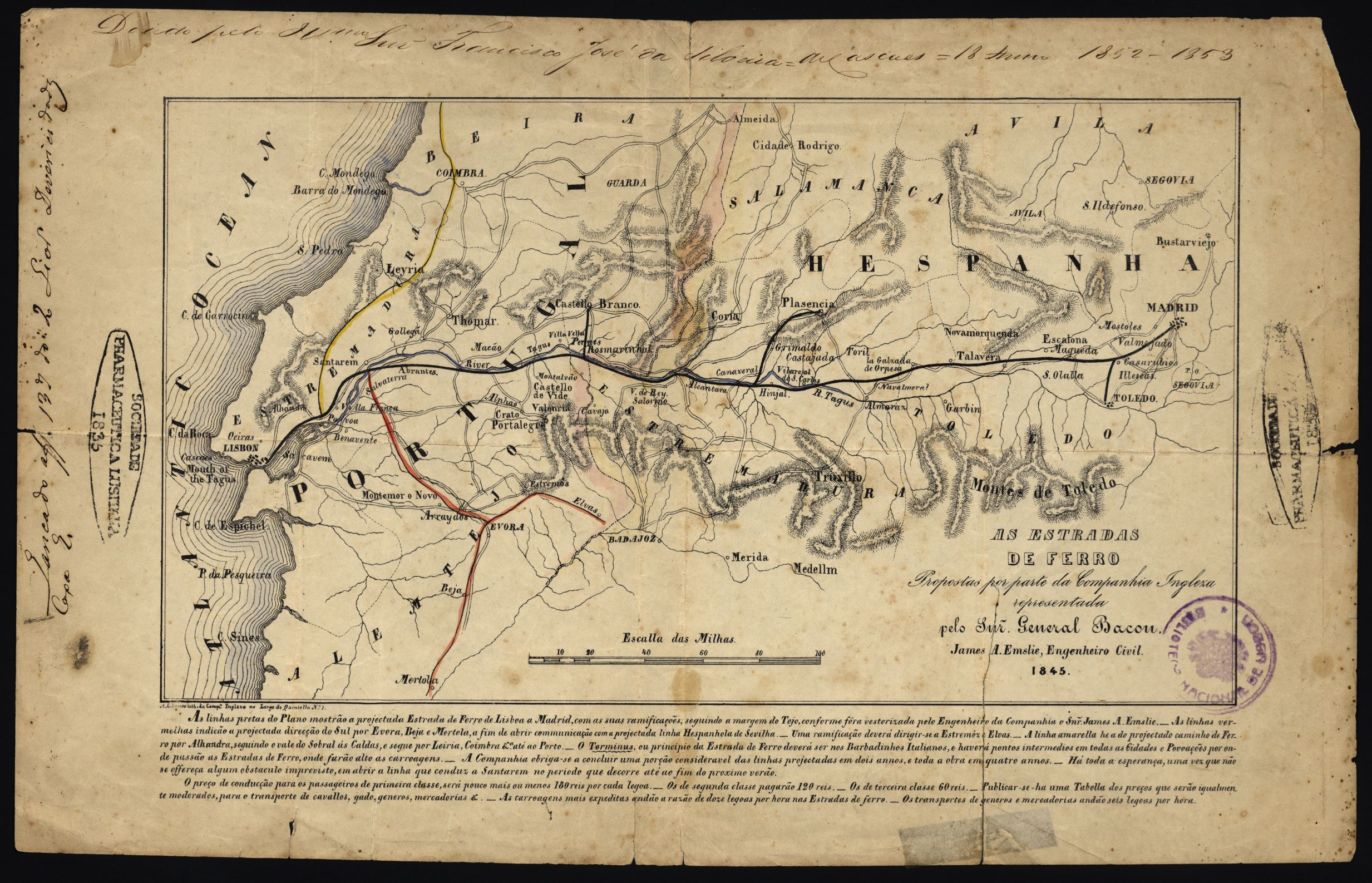
Mapa com os planos ferroviários de 1845, incluindo a linha de Alhandra ao Porto via Caldas da Rainha, Leiria e Coimbra

Entretanto, numa carta de 10 de Outubro de 1844, Benjamim de Oliveira fez a mais antiga proposta conhecida para um caminho de ferro em Portugal, que ligaria Lisboa ao Porto, passando por Santarém, Leiria, Coimbra e Aveiro. Por sua iniciativa, realizou-se uma reunião de empresários em Londres, em 6 de Dezembro desse ano, com o fim de formada uma sociedade para a construção de caminhos de ferro em Portugal. Ainda se chegou a apresentar ao governo uma proposta para várias vias férreas, incluindo uma de Lisboa à fronteira, e outra que saía da linha principal em Alhandra e ia até ao Porto, passando por Caldas da Rainha, Leiria e Coimbra. Porém, estes planos foram cancelados porque em 19 de Dezembro tinha sido criada a Companhia das Obras Públicas de Portugal, que tinha como objectivo desenvolver as vias de comunicação do país, incluindo a construção de caminhos de ferro. Por seu turno, esta empresa extinguiu-se com o fim do Cabralismo, em 1846, e só em 1851, com o movimento da Regeneração, é que se voltou a discutir a introdução do comboio em Portugal. Nessa altura, começou-se a planear o traçado das primeiras vias férreas, tendo os concelhos do Litoral Oeste defendido que a Linha do Norte devia seguir pela sua região, servindo Torres Vedras, Peniche, Óbidos, Caldas da Rainha, Alcobaça e Leiria. No entanto, estes esforços foram contrariados por outros interesses, principalmente do ponto de vista militar, que exigiam que a linha tivesse um percurso pelo interior do país. Nessa altura, o engenheiro Wattier estudou os vários traçados possíveis para as linhas do Norte e Leste, tendo chegado à conclusão que uma linha directa de Lisboa à costa Oeste seria muito difícil de construir, devido ao terreno acidentado, pelo que a melhor forma de atravessar a serra seria ao longo do vale do Rio Maior, chegando até Leiria, onde o caminho de ferro poderia servir o Pinhal. No entanto, manifestou a sua preferência por um percurso interior, por Tomar, porque assim a via férrea iria atravessar regiões mais importantes e férteis.
Este assunto foi alvo de acesas discussões na câmara parlamentar, tendo os representantes dos concelhos da região apresentando por diversas vezes os seus argumentos para serem servidos pelo caminho de ferro. Por exemplo, em Abril de 1857 a câmara de Peniche fez uma exposição ao governo, onde afirmou que os concelhos de Tomar e Santarém já tinham boas vias de comunicação através dos eixos fluviais, pelo que não tinham tanta necessidade dos caminhos de ferro como o litoral. Além disso, as vias férreas iriam ajudar a desenvolver a economia e a agricultura nos seus concelhos, como por exemplo a exploração do Pinhal de Leiria. Porém, estes argumentos não conseguiram demover o governo, e a Linha do Norte foi construída pelo interior, na região do centro.

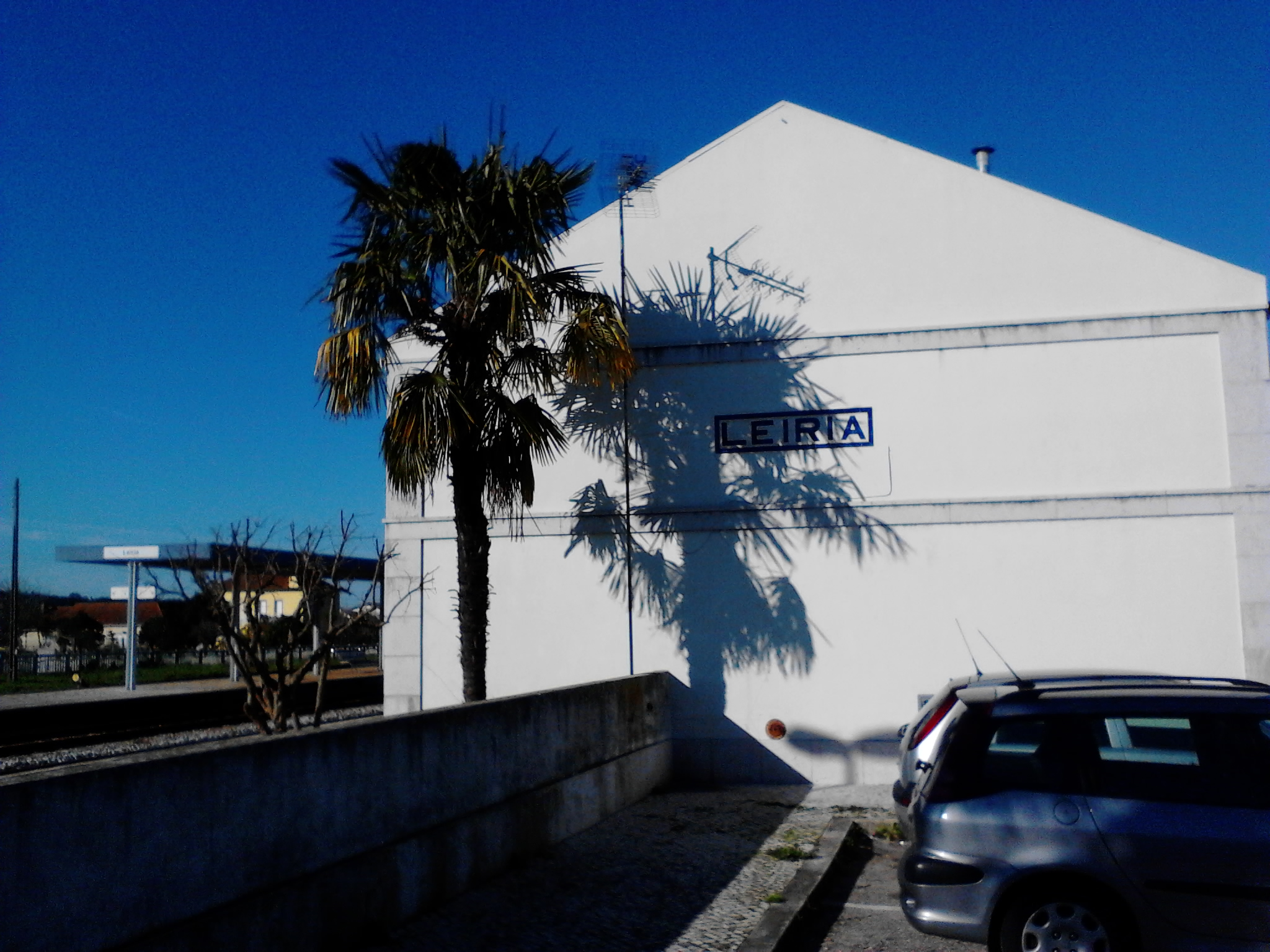
Estação de Leiria, em 2016

#### Primeiros projectos
Posteriormente, surgiu um projecto para trazer os caminhos de ferro até ao litoral, desta vez pelas mãos do Duque de Saldanha, que pretendia construir uma rede de linhas no sistema Larmanjat, centrada em Lisboa. Um decreto de 25 de Outubro de 1869 deu-lhe a concessão para uma linha de Lisboa a Leiria, servindo o Lumiar, Torres Vedras, Caldas da Rainha e Alcobaça. No entanto, este caminho de ferro foi encerrado em 1877, sem ter passado de Torres Vedras.
Também foi construído, em 1862, um pequeno caminho de ferro a tracção animal, ligando São Martinho do Porto a Leiria.
Excepto estas duas iniciativas, a região do litoral não contou com quaisquer projectos para linhas durante a maior parte da segunda metade do século XIX, devido principalmente ao facto do contrato assinado em 1859 com a Companhia Real dos Caminhos de Ferro Portugueses proibir a construção de linhas paralelas à do Norte durante o tempo da concessão. Baseado neste ponto, a Companhia Real combateu todas as tentativas para construir caminhos de ferro pesados no Oeste, tendo por exemplo protestado contra a instalação do Larmanjat, e anulado o pedido de autorização da firma Ellicot & Kessler para construir um caminho de ferro de via estreita de Lisboa para Torres Vedras e Sintra, o que gerou uma viva polémica nos meios políticos e na imprensa. Por outro lado, a construção de caminhos de ferro na região também enfrentou a resistência das autoridades militares, que receavam que a abertura de novas linhas reduzisse a eficácia das Linhas de Torres Vedras, um sistema de fortificações que defendia a cidade de Lisboa.

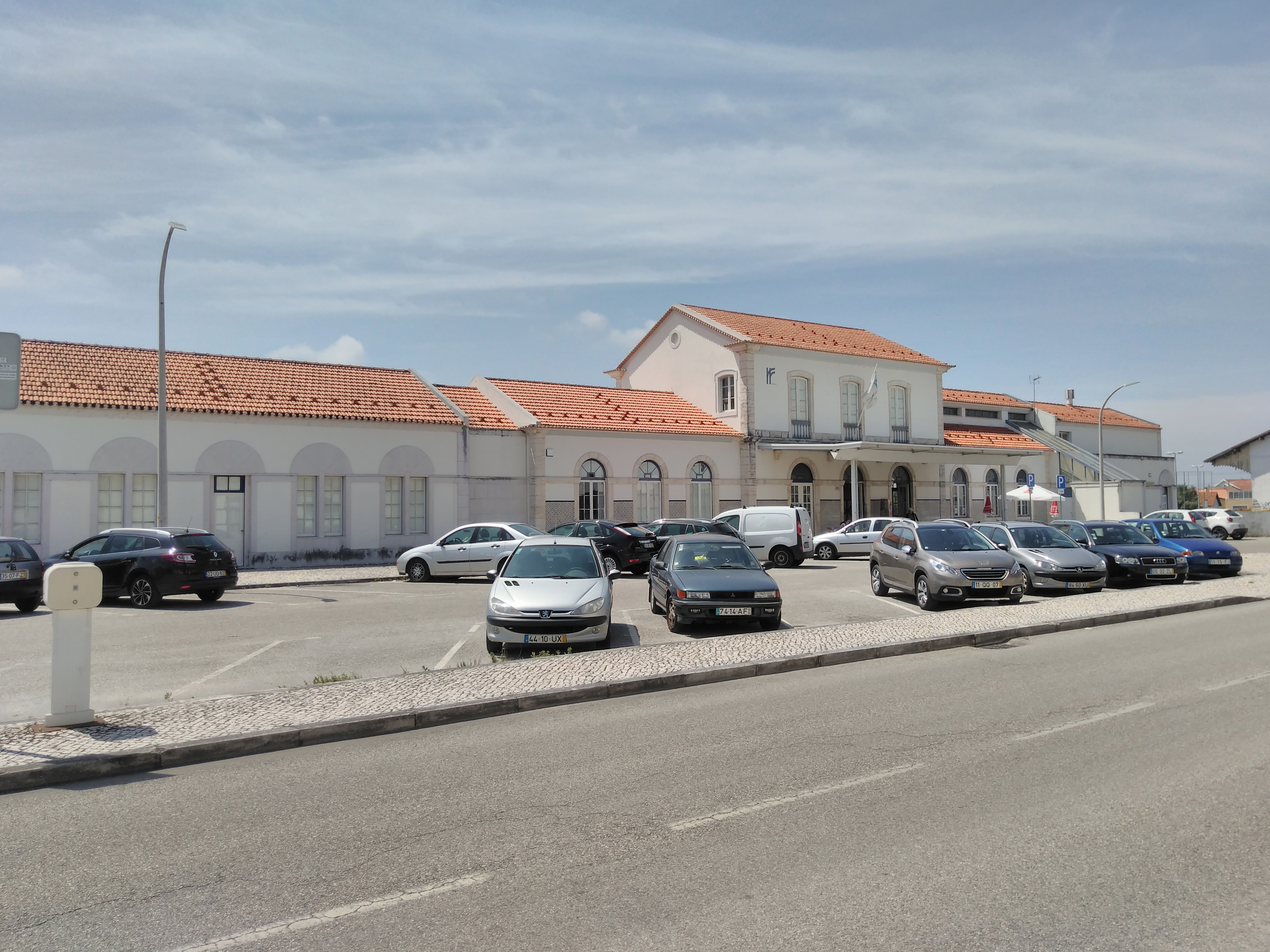
Acesso externo de estação, em 2018

#### Planeamento da Linha do Oeste
Desta forma, só em Janeiro de 1880 é que é reatado o projecto de construir um caminho de ferro na região Oeste, com a assinatura de um contrato com a Companhia Real para uma via férrea de Lisboa até à Linha do Norte, seguindo pelo litoral. No entanto, esta iniciativa falhou devido à queda do governo, e só em 31 de Janeiro de 1882 é que foi feita uma nova proposta ao parlamento Desta vez, a linha do Oeste seria dividida em duas partes, tendo o troço de Torres Vedras até à Estação de Alfarelos na Linha do Norte, passando por Leiria, sido entregue à firma Henry Burnay & Companhia.

#### Construção e inauguração
Em 1885, a Companhia Real ganhou os direitos para a construção de toda a linha. Em 21 de Agosto desse ano, a construção do troço de Torres Vedras a Alfarelos foi entregue ao empreiteiro Dauderni & Bartissol. A primeira secção da Linha do Oeste, do Cacém a Torres Vedras, entrou ao serviço em 21 de Maio de 1887. No dia 3 de Julho de 1887, foi organizado um comboio experimental até às Caldas da Rainha, e no dia 25 circulou outro comboio experimental de Leiria até às Caldas. O troço de Torres Vedras a Leiria entrou oficialmente ao serviço no dia 1 de Agosto desse ano. No entanto, nos primeiros tempos este lanço teve vários problemas, tendo a circulação sido por várias vezes interrompida, o que provocou queixas por parte dos passageiros. Por exemplo, em 14 de Outubro foi noticiado um descarrilamento, que já não era o primeiro naquele troço.

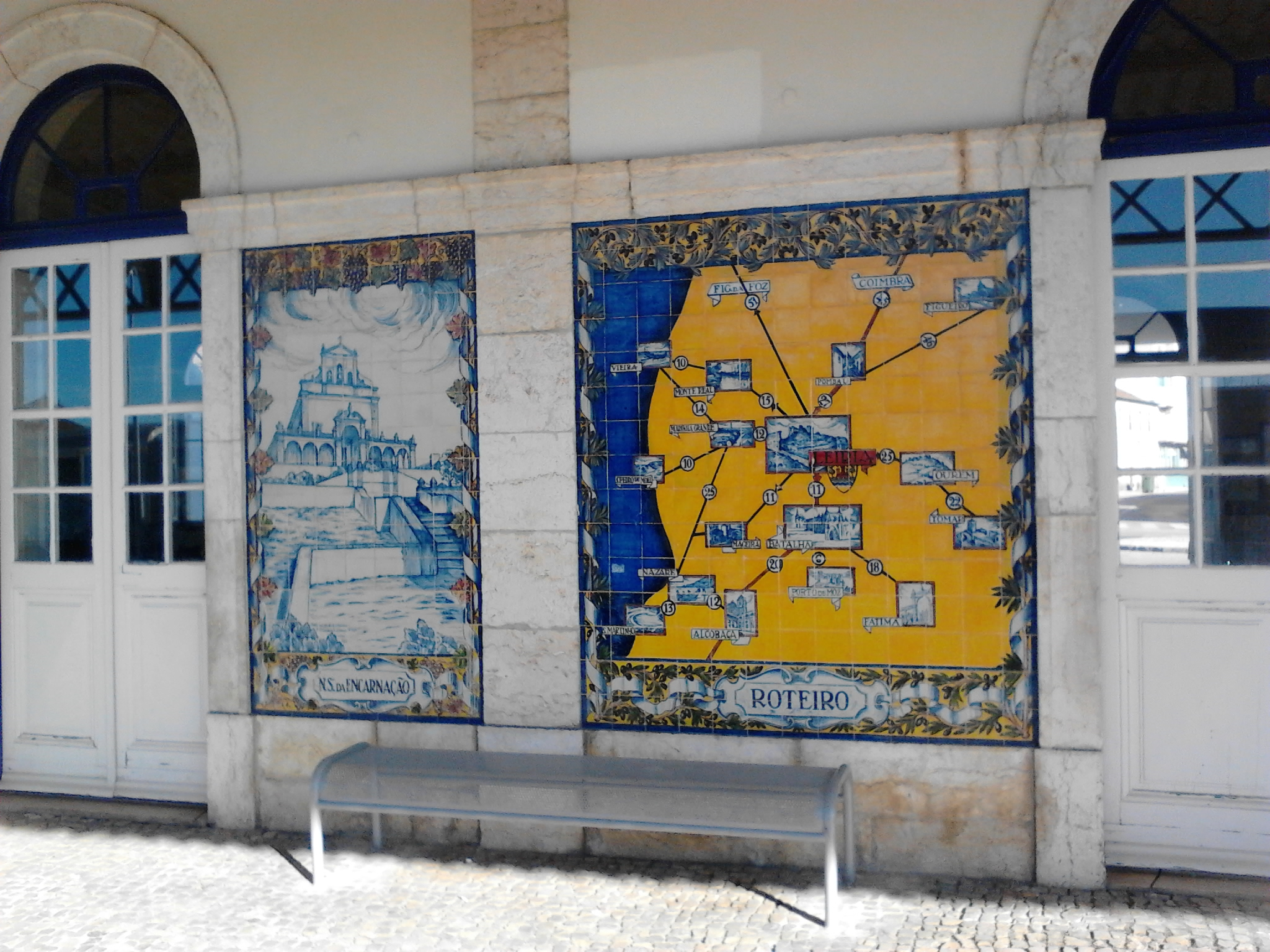
Painéis de azulejos, na estação de Leiria

#### Continuação da Linha do Oeste
Em 17 de Julho de 1888, entrou ao serviço o troço de Leiria até à Figueira da Foz, concluindo a Linha do Oeste. Em 1898, foi organizada uma excursão da Academia dos Estudos Livres até à Batalha, que saiu na estação de Leiria para visitar a cidade. Em Agosto de 1900, os lavradores e comerciantes de Leiria assinaram uma representação ao governo, onde pediram que fosse ampliado o cais coberto da estação, uma vez que o existente não tinha espaço suficiente, obrigando ao armazenamento das mercadorias no cais descoberto, ao rigor do clima.

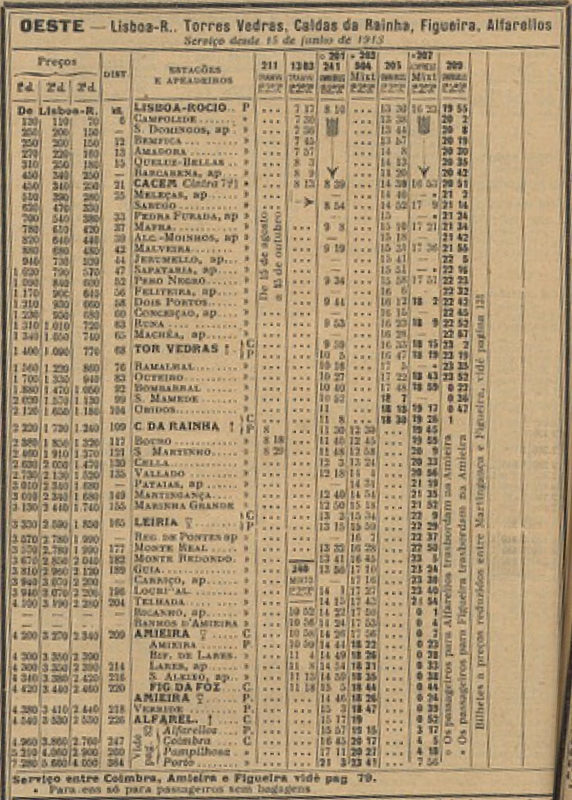
Horário da Linha do Oeste em 1913

### Século XX
Nos primeiros anos da República Portuguesa, o partido católico conservador de Leiria exigiu a criação de serviços ferroviários que fossem mais adequados às necessidades do concelho.
Em 1913, a estação era servida por carreiras de diligências até à cidade de Leiria, Batalha e Porto de Mós.
Em Janeiro de 1914, deu-se uma das maiores greves dos ferroviários em Portugal, tendo sido paralisada a circulação dos comboios em várias linhas, incluindo a do Oeste. O transporte do correio teve de ser feito por meios alternativos, tendo sido utilizado, no caso de Leiria, um funcionário que vinha de automóvel.
Em Setembro de 1920, foram criados novos comboios tranvias para Leiria, iniciativa que foi bem aceite pelo público. Em 1929, a Comissão de Iniciativa, que era responsável pela promoção turística no concelho de Leiria, instalou vários painéis de azulejo na estação ferroviária.
Em 1934, a Companhia dos Caminhos de Ferro Portugueses realizou grandes obras de reparação na estação de Leiria, tendo sido remodelada a instalação eléctrica. Em Junho de 1939, existia um despacho central na cidade de Leiria, que fazia serviço de transporte de passageiros, bagagens e mercadorias por via rodoviária até à estação de Leiria.
Na década de 1950, a estação de Leiria era uma das principais gares ferroviárias utilizadas pelos peregrinos de Fátima, que faziam o resto do percurso em autocarros.

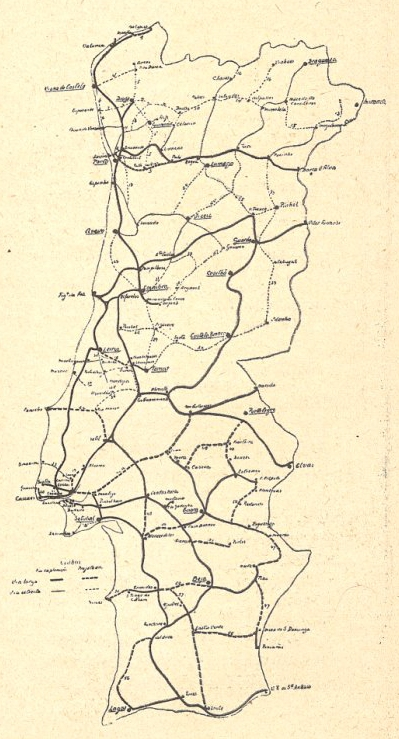
Mapa do Plano da Rede de 1930, onde se vêem os projectos do Ramal de Leiria e da Transversal de Ourém

#### Ligações projectadas a outras linhas
Em 1899, estava a ser discutida a construção de uma rede de linhas entre a estação de Leiria, a vila de Leiria, a Batalha, Alcanena Torres Novas e outras povoações.
Em 1904, estava planeada uma linha de Leiria até Ansião, passando pela Pombal. Um dos defensores desta linha foi o jornalista Oliveira Simões, alegando que a criação de um ponto de bifurcação entre as linhas do Oeste e do Norte em Leiria iria trazer grandes benefícios à cidade.
Em 1912, foi classificada uma linha transversal de via métrica entre Tomar e a Nazaré, com um ramal na Batalha para Leiria, que teria cerca de 11 km de extensão. Em 15 de Novembro de 1926, a Companhia dos Caminhos de Ferro Portugueses apresentou ao governo uma proposta para construir uma linha de via estreita entre Tomar e Nazaré, com um ramal para Leiria. No Plano Geral da Rede Ferroviária, publicado pelo Decreto n.º 18:190, de 28 de Março de 1930, foi modificado o projecto do Ramal de Leiria, que passou a começar na estação de Leiria, ter uma estação própria na cidade, e depois seguir até à estação da Batalha, na Linha de Martingança à Mendiga. O Plano também introduziu a Transversal de Ourém, em via larga, que ligaria Leiria a Chão de Maçãs-Fátima, passando por Ourém.

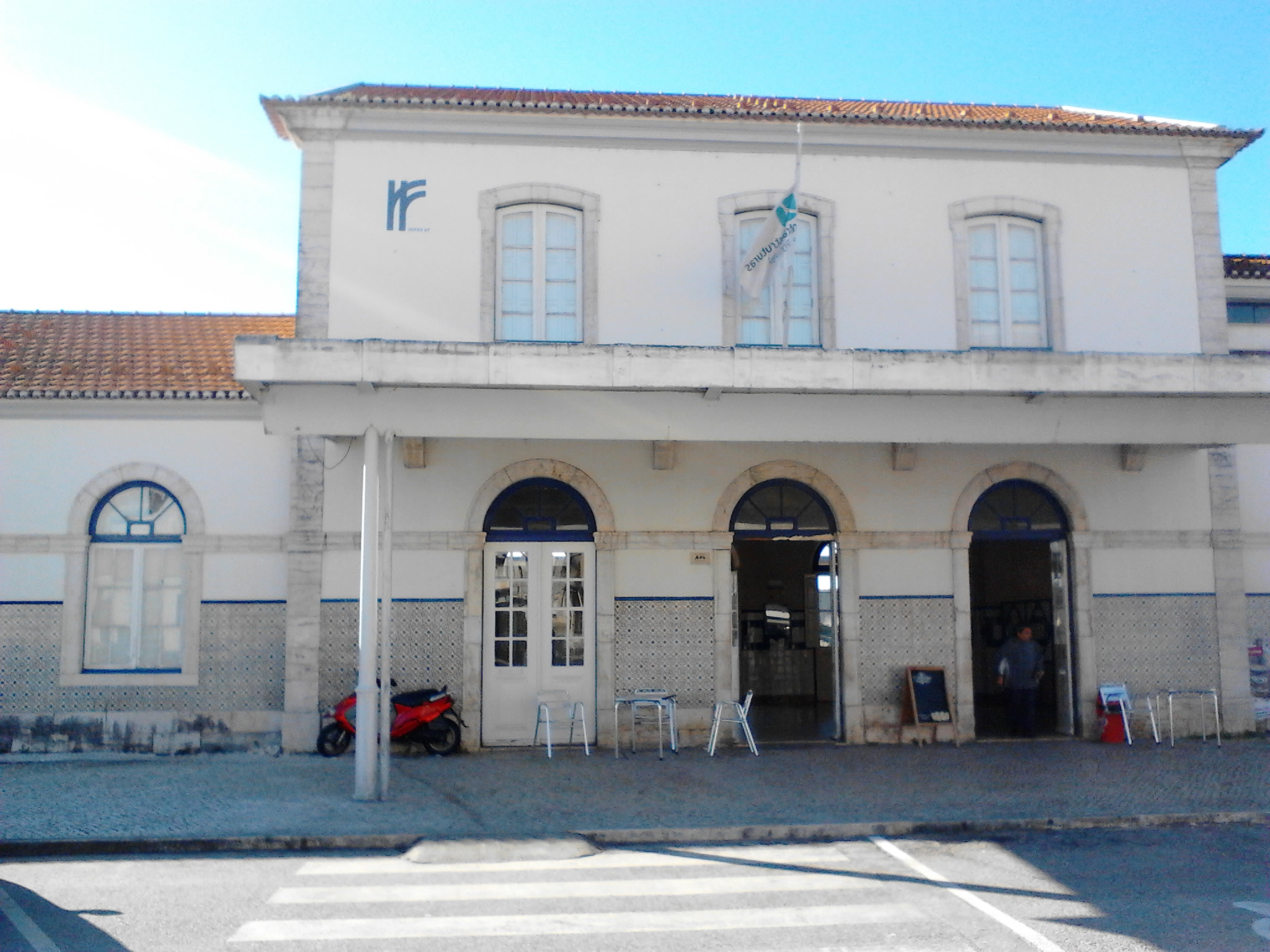
Edifício da estação de Leiria, em 2016

Em 1952, o jornalista José da Guerra Maio propôs a construção de uma linha do Entroncamento a Leiria, que tinha como principal objectivo facilitar o acesso dos peregrinos e turistas a Fátima.

### Século XXI
Em 2002, iniciou-se o serviço Intercidades entre Lisboa e Leiria; seria extinto a breve trecho.[carece de fontes?]